# Hidralazin
A hidralazin (apresolin, INN: hydralazine) közvetlenül az ütőerekre és kisartériákra ható simaizom-lazító és értágító. Vérnyomáscsökkentőként használják.
A VIII. Magyar Gyógyszerkönyvben Hydralazini hydrochloridum    néven hivatalos.  

## Hatásmechanizmus
Megnöveli a GMP-szintet, ezáltal csökkenti az IP3 másodlagos hírvivő működését. Ezáltal csökken a simaizomsejtek szarkoplazmatikus retikulumának kalcium-kibocsátása. Ez okozza az izomlazító hatást. Az artériákra jóval erősebben hat, mint a vénákra.
Az utóbbi időben ismerték fel, hogy a hidralazin egyúttal nitrogénoxid-donor is. A nitrogén-monoxidnak ugyancsak simaizom-lazító hatása van.

## Felhasználás
A hidralazint nem használják elsődleges vérnyomáscsökkentőként, mivel befolyásolja a baroreflexet (a vérnyomást és szívritmust szabályozó reflexet). A szívritmus növekedése koszorúér-betegekben angina pectorist (a koszorúér oxigénállátási zavara miatt fellépő mellkasi fájdalmat) és szívinfarktust okozhat.
A hidralazin megnövelheti a vér renin-koncentrációját, ami folyadékvisszatartást okoz.
A fenti két hatás ellensúlyozására a hidralazint béta-blokkolóval és vízhajtóval együtt alkalmazzák.
A hidralazint használják nagyon magas vérnyomás ellen is, de nem elsődleges szerként. Terhességi magas vérnyomás kezelésére viszont elsődleges szer a metildopával együtt.
Előrehaladott, más szerekre nem eredményesen kezelt betegekben esetén a hidralazint izoszorbid-dinitráttal kombinációban alkalmazzák.

## Kísérleti alkalmazás
Az akrolein nevű vegyület megtámadja az idegsejtek nyúlványait körülölelő velőshüvelyt. Ez a károsodás a sclerosis multiplex kifejlődésének egyik tényezője lehet. A hidralazin viszont tudottan csökkenti az akroleinszintet. Egérkísérletekben biztató eredményeket értek el hidralazinnal a sclerosis multiplex kezelésében.

## Fordítás
- Ez a szócikk részben vagy egészben  a   Hydralazine című angol Wikipédia-szócikk fordításán alapul.  Az eredeti cikk szerkesztőit annak laptörténete sorolja fel. Ez a jelzés csupán a megfogalmazás eredetét és a szerzői jogokat jelzi, nem szolgál a cikkben szereplő információk forrásmegjelöléseként.
- Ez a szócikk részben vagy egészben  a   Baroreflex című angol Wikipédia-szócikk fordításán alapul.  Az eredeti cikk szerkesztőit annak laptörténete sorolja fel. Ez a jelzés csupán a megfogalmazás eredetét és a szerzői jogokat jelzi, nem szolgál a cikkben szereplő információk forrásmegjelöléseként.
- Ez a szócikk részben vagy egészben  az   Inositol trisphosphate című angol Wikipédia-szócikk fordításán alapul.  Az eredeti cikk szerkesztőit annak laptörténete sorolja fel. Ez a jelzés csupán a megfogalmazás eredetét és a szerzői jogokat jelzi, nem szolgál a cikkben szereplő információk forrásmegjelöléseként.